# Ari (Papuasprache)
Ari ist eine Papua-Sprache der Sprachfamilie Trans-Neuguinea, die laut der Volkszählung von 2000 nur noch von 50 Menschen in den Dörfern Ari und Serea in der Gogodala Rural LLG in der Western Province in Papua-Neuguinea gesprochen wird. Die Sprache ist somit stark von dem Aussterben bedroht.
Gogodala ist die am nächsten mit Ari verwandte Sprache.